# Ліва (Вармінсько-Мазурське воєводство)
Ліва (пол. Liwa, нім. Bieberswalde) — село в Польщі, у гміні Міломлин Острудського повіту Вармінсько-Мазурського воєводства.
Населення — 685 осіб (2011).
У 1975-1998 роках село належало до Ольштинського воєводства.

## Демографія
Демографічна структура станом на 31 березня 2011 року:
|          | Загалом | Допрацездатний вік | Працездатний вік | Постпрацездатний вік |
| -------- | ------- | ------------------ | ---------------- | -------------------- |
| Чоловіки | 342     | 58                 | 249              | 35                   |
| Жінки    | 343     | 64                 | 189              | 90                   |
| Разом    | 685     | 122                | 438              | 125                  |